# Friedensgericht Osthofen
Das Friedensgericht Osthofen (bis 1822: Friedensgericht Bechtheim) war ein Friedensgericht zunächst in Frankreich und dann in der Provinz Rheinhessen des Großherzogtums Hessen mit Sitz in Bechtheim, später dann in Osthofen.

## Vorgeschichte
Das Gebiet um Osthofen gehörte am Ende des Heiligen Römischen Reichs deutscher Nation zu großen Teilen der Kurpfalz sowie einer Reihe anderer Territorialherren. Verwaltung und Rechtsprechung waren noch nicht getrennt und wurden auf unterer Ebene von Ämtern wahrgenommen. Der Amtmann entschied in Rechtsstreitigkeiten als Einzelrichter.
1792 eroberten die Truppen des revolutionären Frankreichs die Rheinlande. Dort entstand die Mainzer Republik. Auf deren Antrag annektierte der französische Nationalkonvent mit Gesetz vom 30. März 1793 die Mainzer Republik. Bedingt durch die Koalitionskriege kam es aber erst ab 1795 zu einer dauernden Neuordnung des Gebiets – auch auf dem Gebiet der Justiz.

## Gründung
Durch das Gesetz über Verwaltung und Justizorganisation in den vier linksrheinischen Départements vom 5. Dezember 1795 (14 frimaire IV) wurde das französische Gerichtsverfassungsgesetz Loi des 16 et 24 août 1790 sur l'organisation judiciaire auch hier verbindlich. Dieses Gesetz sah die Einrichtung von Friedensgerichten für die streitige Gerichtsbarkeit und von Notariaten für die Freiwillige Gerichtsbarkeit in allen Kantonen vor. Inwieweit das damals schon in die Praxis umgesetzt war, bleibt unklar, da der Erste Koalitionskrieg noch andauerte.
Mit dem Frieden von Campo Formio wurde die Annexion des Rheinlandes im Oktober 1797 auch von deutscher Seite anerkannt. Anschließend errichtete die französische Verwaltung in den annektierten Gebieten ihre Strukturen auf und richtete auch das „Friedensgericht Bechtheim“ ein, dessen örtliche Zuständigkeit sich auf den Kanton Bechtheim erstreckte.
Das Friedensgericht war dem Départementsgericht des Département du Mont-Tonnerre untergeordnet, das seinen Sitz in Mainz hatte. Oberstes Gericht war das Revisionsgericht in Trier.

## Weitere Entwicklung
Bereits 1804 wurde der Sitz des Gerichts nach Osthofen verlegt, wobei das Gericht Bezeichnung „Friedensgericht Bechtheim“ zunächst beibehielt.
Nach der Rückeroberung in den Befreiungskriegen wurde die Region von 1814 bis 1816 von der österreichisch-baierischen Gemeinschaftlichen Landes-Administrations-Commission verwaltet. Diese ließ die vorgefundene Justizorganisation bestehen, ergänzte sie aber am 27. Juli 1815 um den Appellationshof in Kreuznach als Obergericht.
Auch das Großherzogtum Hessen, das Rheinhessen im Rahmen eines Gebietstausches 1816 erhielt und als Provinz Rheinhessen konstituierte, übernahm die bestehende Gerichtsverfassung. Allerdings wurde der Appellationshof in Kreuznach aufgelöst und mit einer „Provisorischen Appellations- und Kassationsgerichtsordnung für den großherzoglich hessischen Landesteil auf der linken Rheinseite“ ein Kreisgericht in Mainz geschaffen. Das Friedensgericht Bechtheim war nun eines von zwölf Friedensgerichten in der Provinz Rheinhessen. Sein Gerichtsbezirk blieb auch nach Auflösung des Kantons als Verwaltungsgebiet 1835 bis 1879 weitgehend unverändert bestehen, nur die Zuständigkeit für Heppenheim im Loch wurde 1836 an das Friedensgericht Alzey abgegeben.
Zum 9. Dezember 1822 wurde der „Kanton Bechtheim“ in Kanton Osthofen umbenannt. Entsprechend wurde das „Friedensgericht Bechtheim“ in Friedensgericht Osthofen umbezeichnet.
Nach der Teilung des Kreisgerichtes Mainz in die Kreisgerichte Mainz und Alzey zum 1. Dezember 1836 blieb das Friedensgericht Osthofen im Bezirk des Kreisgerichts Mainz, das am 24. Oktober 1852 in „Bezirksgericht Mainz“ umbenannt wurde.

## Ende
Mit dem Gerichtsverfassungsgesetz von 1877 wurden Organisation und Bezeichnungen der Gerichte reichsweit vereinheitlicht. Zum 1. Oktober 1879 hob das Großherzogtum Hessen deshalb die Friedensgerichte auf. Funktional ersetzt wurden sie durch Amtsgerichte. So ersetzte – bei geändertem Umfang des Gerichtsbezirks – das Amtsgericht Osthofen das Friedensgericht Osthofen. Das neue Amtsgericht war dem Landgericht Mainz und dem Oberlandesgericht Darmstadt untergeordnet.

## Bezirk
Der Gerichtsbezirk des Friedensgerichts Osthofen erstreckte sich (Ortsnamen nach heutiger Schreibung) auf:
| Gemeinde           | Herkunft                                          | Zugang | Abgang | Nach                  |
| ------------------ | ------------------------------------------------- | ------ | ------ | --------------------- |
| Abenheim           | Freiherren von Dalberg                            | 1797   | 1879   | Amtsgericht Osthofen  |
| Alsheim            | Kurpfalz, Oberamt Alzey                           | 1797   | 1879   | Amtsgericht Osthofen  |
| Bechtheim          | Grafschaft Leiningen-Hardenburg                   | 1797   | 1879   | Amtsgericht Osthofen  |
| Blödesheim         | Kurpfalz, Oberamt Alzey                           | 1797   | 1879   | Amtsgericht Alzey     |
| Dittelsheim        | Kurpfalz, Oberamt Alzey                           | 1797   | 1879   | Amtsgericht Osthofen  |
| Dorn-Dürkheim      | Kurpfalz, Oberamt Alzey                           | 1797   | 1879   | Amtsgericht Osthofen  |
| Eich               | Kurpfalz, Oberamt Alzey                           | 1797   | 1879   | Amtsgericht Osthofen  |
| Eppelsheim         | Kurpfalz, Oberamt Alzey                           | 1797   | 1879   | Amtsgericht Alzey     |
| Frettenheim        | Kurpfalz, Oberamt Alzey                           | 1797   | 1879   | Amtsgericht Osthofen  |
| Gimbsheim          | Kurpfalz, Oberamt Alzey                           | 1797   | 1879   | Amtsgericht Oppenheim |
| Hamm               | Kurpfalz, Oberamt Alzey                           | 1797   | 1879   | Amtsgericht Osthofen  |
| Hangen-Wahlheim    | Kurpfalz, Oberamt Alzey                           | 1797   | 1879   | Amtsgericht Osthofen  |
| Hangen-Weisheim    | Kurpfalz, Oberamt Alzey                           | 1797   | 1879   | Amtsgericht Alzey     |
| Heppenheim im Loch | Kurpfalz, Oberamt Alzey                           | 1797   | 1836   | Friedensgericht Alzey |
| Heßloch            | Freiherren von Dalberg                            | 1797   | 1879   | Amtsgericht Osthofen  |
| Ibersheim          | Grafschaft Falkenstein (Haus Habsburg-Lothringen) | 1797   | 1879   | Amtsgericht Osthofen  |
| Mettenheim         | Grafen Kolb von Wartenberg                        | 1797   | 1879   | Amtsgericht Osthofen  |
| Monzernheim        | Kurpfalz, Oberamt Alzey                           | 1797   | 1879   | Amtsgericht Osthofen  |
| Osthofen           | Kurpfalz, Oberamt Alzey                           | 1797   | 1879   | Amtsgericht Osthofen  |
| Rheindürkheim      | Hochstift Worms                                   | 1797   | 1879   | Amtsgericht Osthofen  |
| Westhofen          | Kurpfalz, Oberamt Alzey                           | 1797   | 1879   | Amtsgericht Osthofen  |

## Personal
- Moritz Müller, Friedensrichter